# مهسا شهبازیان
مهسا شهبازیان (زادهٔ ۱۳۶۳ در تهران) تنظیم‌کننده، آهنگساز و نوازندهٔ ساز قانون اهل است.
او در آلبوم‌های زیادی به‌عنوان نوازنده حضور داشته و با نوازندگانی همچون علیرضا مشایخی، گروه رستاک و مجتبی عسگری نیز همکاری داشته‌است. شهبازیان یکی از موسیقی‌دانان ایرانی بود که نامهٔ اعتراضی دربارهٔ لغو کنسرت‌ها در ایران به وزارت فرهنگ و ارشاد اسلامی را امضا کرد.